# Cantonul Saint-Berthevin
Cantonul Saint-Berthevin este un canton din arondismentul Laval, departamentul Mayenne, regiunea Pays de la Loire, Franța.

## Comune
- Ahuillé
- Astillé
- Courbeveille
- L'Huisserie
- Montigné-le-Brillant
- Nuillé-sur-Vicoin
- Saint-Berthevin (reședință)